# Raymond Dumais

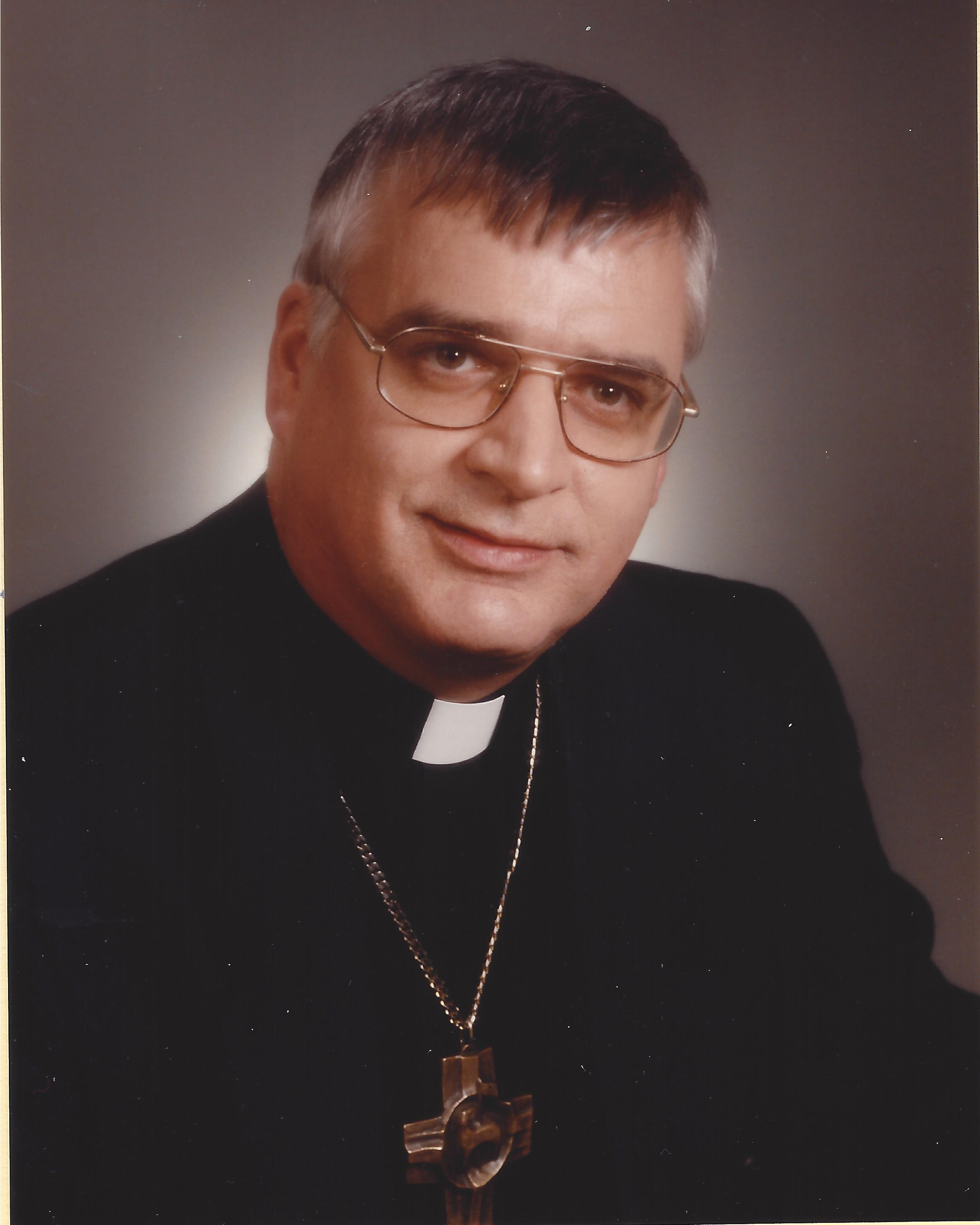
Raymond Dumais, 1999

Raymond Dumais (* 4. Juni 1950 in Amqui, Québec; † 19. Oktober 2012 in Rimouski, Québec) war Bischof von Gaspé.

## Leben
Raymond Dumais besuchte das Collège Saint-Benoît-Labre in Amqui (1963/68) und das Cégep de Rimouski (1968/70). Nach seiner philosophischen und theologischen Ausbildung an der Université du Québec à Rimouski  (1970/76) empfing er am 26. Juni 1976 die Priesterweihe durch Joseph Marie Régis Belzile, Bischof von Moundou. Er war von 1976 bis 1980 Vikar in Saint-Jérôme. Am Institut Catholique de Paris (1980/83) graduierte er mit einem Master in Theologie und am Dominikanerkolleg in Ottawa (1990/93) mit einem Abschluss biblischen Studien, wo er auch promoviert wurde. Von 1984 bis 1990 war er verantwortlich für die Erwachsenenbildung des Bistums und gehörte dem Unterausschuss für die Erwachsenenbildung der Bischofskonferenz an. Von 1984 bis 1990 war er Vertreter seiner Diözese in der Bibelgesellschaft sowie von 1984 bis 1993 Postdoc-Fellow und Dozent an der Université du Québec à Rimouski. 1992/93 absolvierte er biblische und archäologische Weiterbildungen in Jerusalem.
Dumais war Gegner der 1993 von Johannes Paul II. veröffentlichten Enzyklika “Veritatis splendor”, insbesondere kritisierte er die Ablehnung künstlicher Empfängnisverhütung und den Ausschluss wiederverheirateter geschiedener Katholiken vom Sakramentenempfang. Trotzdem wurde ihm nach Gesprächen mit Kardinal Ratzinger durch die Kongregation für die Glaubenslehre das Nihil obstat für ein Bischofsamt zugestanden.
Papst Johannes Paul II. ernannte ihn am 27. Dezember 1993 zum Bischof von Gaspé. Der Erzbischof von Rimouski, Bertrand Blanchet, spendete ihm am 20. Mai 1994 die Bischofsweihe; Mitkonsekratoren waren Pierre Morissette, Bischof von Baie-Comeau, und Gilles Ouellet PME, Alterzbischof von Rimouski. Ein großes Anliegen war ihm die Förderung der Erwachsenenbildung und von Erneuerungsbewegungen wie Marriage Encounter.
Am 21. Juli 2001 nahm Papst Johannes Paul II. seinen Antrag auf Laisierung und seinen Rücktritt an, nachdem er öffentlich bekundet hatte, mit einer Frau zusammenzuleben. Nach Versetzung in dem Laienstand heiratete er und adoptierte die zwei Kinder seiner Ehefrau. Seit 2002 arbeitete er für das Pastoralinstitut des Erzbistums Rimouski.

## Auszeichnungen
Raymond Dumais wurde 1992 mit dem prix de l’Association catholique des études bibliques au Canada (ACEBAC) ausgezeichnet.